# Zoey Ivory
Zoey Ivory, pseudonimo di Zoey Ivory van der Koelen (Almere, 5 luglio 1993), è una modella olandese. Nel 2016 è stata eletta Miss Olanda, e ha rappresentato i Paesi Bassi a Miss Universo 2016, arrivando seconda.

## Carriera
Il 26 settembre 2016 Zoey Ivory è stata eletta Miss Paesi Bassi 2016 e di conseguenza è arrivata a rappresentare i Paesi Bassi a Miss Universo 2016.
Rappresentando i Paesi Bassi durante Miss Universo 2016, contest ambientato quell'anno a Manila, nelle Filippine, Zoey non ha vinto per un soffio, arrivando seconda, dietro alla francese Iris Mittenaere.
Zoey non ha vinto la corona, ma è diventata successivamente famosa ballando al ritmo sul celebre singolo Single Ladies (Put a Ring on It) di Beyoncé, soprattutto nel suo paese e nelle Filippine.

## Vita privata
Dal 2017 al 2021 è stata fidanzata con il coreografo e ballerino Timor Steffens. 
Nel 2024 ha avuto una figlia con il suo compagno Julius Clay.